# Altetopfstraße 10
La maison située au Altetopfstraße 10 est un monument historique de la ville de Quedlinbourg, dans le Land de Saxe-Anhalt, en Allemagne.

## Situation
Le bâtiment se trouve au sud de la vieille ville de Quedlinbourg. Il est bordé à l'ouest par le bâtiment du Wipertistraße 1, 1b et à l'est par la maison du Altetopfstraße 9, tous deux protégés au titre des monuments historiques.
Le bâtiment du Altetopfstraße 10 est protégé au titre des monuments historiques en tant que maison d'habitation et appartient au patrimoine culturel mondial de l'UNESCO.

## Architecture et historique
Il s'agit d'une maison à colombages à deux étages. Elle a été construite en 1708, selon une datation effectuée au niveau de la poutre horizontale inférieure de l'étage supérieur du bâtiment. Sa façade est ornée de noues de bateau (de) et de têtes de poutre pyramidales (de) typiques du pays de Quedlinbourg et du Nord de l'Allemagne. La maison ne suit pas l'alignement des autres bâtiments de la rue et est avancée vers la chaussée, faisant se rétrécir le trottoir.